# Amt Gerolzhofen
Das (Ober-)Amt Gerolzhofen war ein Amt des Hochstifts Würzburg.

## Geschichte
Würzburg hatte bereits seit dem 8. Jahrhundert Besitz in Gerolzhofen. Im Rahmen der Territorialisierung entstand daraus das Amt Gerolzhofen. Im Dreißigjährigen Krieg stand das Amt 1631 bis 1634 unter schwedischer bzw. sachsen-weimarischer Regierung (siehe Herzogtum Franken#Neuzeit). Organisatorisch wurde das Hochstift damals in 8 Hauptmannschaften eingeteilt. Eine davon war die Hauptmannschaft Gerolzhofen.
1619 fiel die Eschterische Vogtei, der Besitz der Adelsfamilie Echter im Gebiet, als erledigtes Lehen an Würzburg zurück. Dieses wurde zunächst gesondert verwaltet. Als die Familie Echter im Jahre 1665 im Mannesstamm ausstarb, wurde die Eschterische Vogtei 1667 dem Amt Gerolzhofen zugeordnet. 1687 wurde das Amt Zabelstein aufgehoben, seine Sprengel wurden dem Amt Gerolzhofen zugeordnet. Zuletzt wurde die Vogtei Hundelshausen gemeinsam mit dem Amt Gerolzhofen verwaltet. Damit hatte das Amt seine endgültige Form gefunden. Im 18. Jahrhundert wurde das Amt auch als Oberamt bezeichnet.
Die Statistik des Hochstiftes Würzburg von 1699 nennt 692 Untertanen in einer Stadt und 15 Dörfern. Als jährliche Einnahmen des Hochstiftes aus dem Amt wurden abgeführt: Schatzung: 155 Reichstaler, Akzise und Ungeld: 681 fl und Rauchpfund: 730 Pfund.
Nach dem Übergang an Kurpfalz-Bayern 1802 wurde das Amt aufgehoben und der überwiegende Teil der Orte dem Landgericht Gerolzhofen zugeordnet.
Am Ende des HRR bestand das Amt aus der Stadt Gerolzhofen sowie den Ortschaften Altmannsdorf mit Neuhof, Bischwind, Dampfach, Dingolshausen, Donnersdorf, Dürrfeld, Falkenstein, Grettstadt, Hundelshausen, Kleinrheinfeld, Michelau, Neuhausen, Püselsheim, Prüßberg, Vögnitz und Wonau.

## Das Centgericht
Die Grenzen der Cent Gerolzhofen deckten sich nicht mit den vogteilichen Amtsgrenzen. So gehörten einige Orte des Amtes Gerolzhofen zur würzburgischen Cent Donnersdorf. Umgekehrt gehörte zur Cent Gerolzhofen eine Reihe von Orten, die anderen würzburgischen Ämtern oder anderen Landesherrschaften zugeordnet waren. Zur Cent gehörten die Orte
- Alitzheim
- Bischwind
- Brünnstadt
- Dingolshausen
- Frankenwinheim
- Gerolzhofen
- Heinachshof
- Herlheim
- Hundelshausen
- Krautheim
- Lindelbach
- Lülsfeld
- Michelau
- Mönchstockheim
- Neuhausen
- Prüßberg
- Püselsheim
- Rimbach
- Rügsthofen
- Schallfeld
- Sulzheim
- Traustadt
- Vögnitz
- Zeilitzheim[2]

Das Zentgericht wurde beim Zentwirt, dem „Wirt zum scharfen Eck“ gehalten. Der 1622 erbaute Schöffenstuhl war beweglich und konnte in der sitzungsfreien Zeit „an ein drucken ort“ verwahrt werden. Die Richtstätte befand sich auf dem Galgenberg. Als Flurname weist Galgenberg, etwa 1900 Meter nordwestlich der Pfarrkirche Gerolzhofen zwischen Brünnstadt und Gerolzhofen, darauf hin.

## Die Vogtei Hundelshausen
Hundelshausen war als würzburgisches Lehen Besitz der Familien Heinach. Mit Karl Sigismund von Heinach starb die Familie 1678 im Mannesstamm aus und der Besitz fiel als erledigtes Lehen an Würzburg zurück. 1691 wurde das Rittergut Hundelshausen gemeinsam mit dem würzburgischen Anteil an Bischwind und Vögnitz an den Dompropst Freiherren von Guttenberg zu Lehen gegeben. 1721 erwarb das Hochstift diesen Besitz für 30.000 Gulden zurück und verwaltete dies als eigene Vogtei Hundelshausen. Die Verwaltung oblag aber in Personalunion dem Vogt im Amt Gerolzhofen.
Zur Verwaltung wurde ein Vogteigebäude (heutige Adresse: Schloßweg 2) erworben. Der langgestreckte zweigeschossige Satteldachbau mit Sandsteingewänden stammt im Kern wohl 16./17. Jahrhundert wurde aber im 19. Jahrhundert verändert. Das ehemalige Vogteigebäude wurde zwischen 1885 und 1976 als Forstamt genutzt. Es steht als Baudenkmal unter Denkmalschutz.

## Oberamtshaus

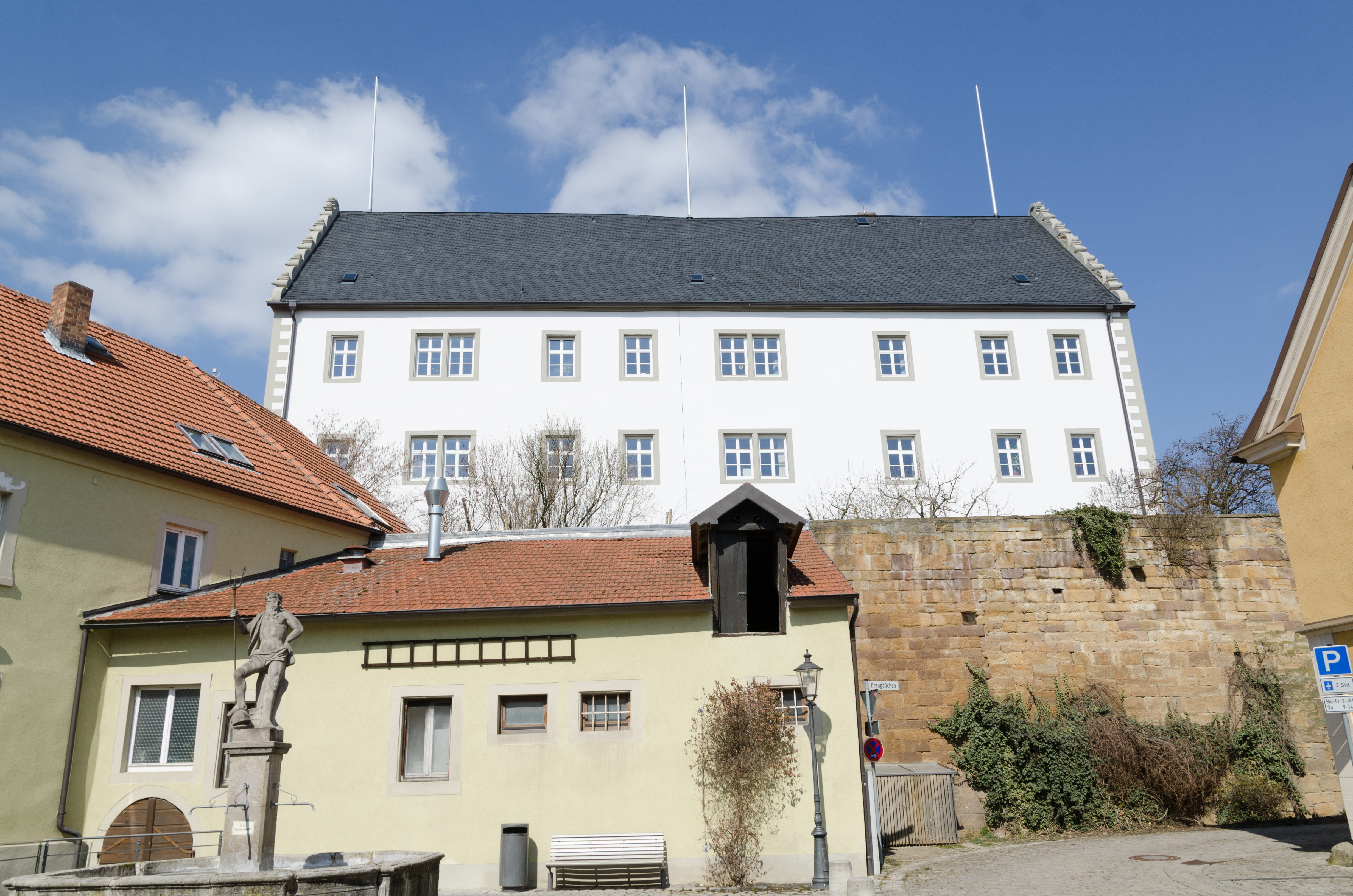
Oberamtshaus in Gerolzhofen

Verwaltungssitz war das Oberamtshaus in Gerolzhofen. Das achtachsige Gebäude (heute Brunnengasse 5) ist ein dreigeschossiger Satteldachbau mit Volutengiebeln aus dem Jahr 1580. Es steht als Baudenkmal unter Denkmalschutz.